# جزا (خواننده)
جزا (به ترکی استانبولی: Ceza) ‏ (۳۱ دسامبر ۱۹۷۶) خواننده سبک رپ ترکیه است. نام واقعی وی بیلگین اوزچالکان (به ترکی استانبولی: Bilgin Özçalkan) است.